# Sacha Wolff
Sacha Wolff est un réalisateur français né le 6 juin 1981 à Strasbourg.

## Biographie
Diplômé de la Fémis (département « Réalisation », promotion 2006), Sacha Wolff a réalisé Does it make a sound? (court métrage, 2005) et le documentaire Les Aventures secrètes de l’ordre (2004).
Son premier long métrage, Mercenaire, est sorti en 2016.

## Filmographie

### Courts métrages
- 2005 : Does it make a sound ?
- 2005 : Les Aventures secrètes de l'ordre
- 2007 : Retour

### Long métrage
- 2016 : Mercenaire
- 2023 : Anatomie d'une chute (acteur)

## Distinctions
- Lauréat en 2014 de la Fondation Gan pour le cinéma pour Mercenaire[4].
- Prix François-Victor-Noury 2016 de l'Académie des beaux-arts pour Mercenaire.